# 尖草坪区
尖草坪区是中国山西省太原市所辖的一个市辖区。总面积为285.6平方公里，区人民政府驻柴村街道迎賓北路9號。

## 行政区划
尖草坪区下辖9个街道办事处、2个镇、3个乡：
尖草坪街道、光社街道、上兰街道、南寨街道、迎新街街道、古城街道、汇丰街道、柴村街道、新城街道、向阳镇、阳曲镇、柏板乡和西墕乡。

## 人口
根據第七次人口普查數據，截至2020年11月1日零時，尖草坪區常住人口為530499人。
2022年人口为53.73万人。

## 名胜古迹
- 全国重点文物保护单位3项：窦大夫祠（5-231）、净因寺（6-380）、多福寺（6-466）
- 山西省文物保护单位1项：山西私立进山学校旧址（6-278）
- 太原市文物保护单位8项：镇城村遗址、新店永宁堡址、杨家村隆盛堡址、西关口平天堡址、西关口王家宅院、马吉掌五龙庙、上兰广济寺、吉祥寺